# 上町 (高知市)
上町（かみまち）は、高知県高知市の町名で上町一丁目から上町五丁目があり、全域で住居表示が実施されている。郵便番号は780-0901（高知中央郵便局管区）。

## 概要
高知市中心部西側にある住宅地で一丁目は坂本龍馬誕生地として知られる。

## 地理
先述の通り高知市中心部西側に位置し、町域の中央を国道33号ととさでん交通伊野線が通り、北に江ノ口川、南に鏡川が流れる。

## 歴史
- 1966年（昭和41年）8月1日 - 住居表示実施に伴い、北奉公人町・南奉公人町の各全域と本丁筋・水通町・通町・築屋敷の各一部をもって「上町一丁目から五丁目」新設。

## 世帯数と人口
2020年（令和2年）5月1日現在の世帯数と人口は以下の通りである。
| 町名       | 世帯数    | 人口    |
| ---------- | --------- | ------- |
| 上町一丁目 | 425世帯   | 728人   |
| 上町二丁目 | 271世帯   | 442人   |
| 上町三丁目 | 460世帯   | 802人   |
| 上町四丁目 | 340世帯   | 557人   |
| 上町五丁目 | 176世帯   | 282人   |
| 計         | 1,672世帯 | 2,811人 |

## 小・中学校の校区
市立小・中学校に通う場合、校区は以下の通りとなる。
| 町名       | 街区                        | 小学校             | 中学校             |
| ---------- | --------------------------- | ------------------ | ------------------ |
| 上町一丁目 | 1番〜7番 8番・9番の各一部   | 高知市立第四小学校 | 高知市立城西中学校 |
| 上町一丁目 | 8番・9番の各一部 10番〜13番 | 高知市立第六小学校 | 高知市立城西中学校 |
| 上町二丁目 | 全域                        | 高知市立第四小学校 | 高知市立城西中学校 |
| 上町三丁目 | 全域                        | 高知市立第四小学校 | 高知市立城西中学校 |
| 上町四丁目 | 全域                        | 高知市立第四小学校 | 高知市立城西中学校 |
| 上町五丁目 | 全域                        | 高知市立第四小学校 | 高知市立城西中学校 |

## 施設
- 高知警察署上町交番
- 高知市立第四小学校
- 高知市立龍馬の生まれたまち記念館
- 龍馬郵便局
- 高知上町郵便局
- 四国銀行上町支店
- 高知銀行西支店・梅田橋支店・旭支店
- 高知信用金庫上街支店

## 交通

### 鉄道
- とさでん交通伊野線
  - 上町一丁目停留場 - 上町二丁目停留場 - 上町四丁目停留場 - 上町五丁目停留場
- JR土讃線は当町域を通過していないが、円行寺口駅または旭駅が最寄りとなる。

### バス
- とさでん交通
- 県交北部交通

### 道路
- 国道33号
- 高知県道270号弘瀬高知線
- 高知県道37号高知春野線